# Galeodes sedulus
Galeodes sedulus är en spindeldjursart som beskrevs av Roewer 1934. Galeodes sedulus ingår i släktet Galeodes och familjen Galeodidae. Inga underarter finns listade i Catalogue of Life.